# Lupin III - La partita italiana
Lupin III - La partita italiana (ルパン三世 イタリアン・ゲーム?, Rupan Sansei - Itarian Gēmu) è il venticinquesimo special televisivo anime dedicato al personaggio di Lupin III, nato dalla mente di Monkey Punch, è andato in onda per la prima volta su Nippon Television l'8 gennaio 2016, a cavallo tra gli episodi 15 e 16 della serie animata Lupin III - L'avventura italiana. Il film è composto per la maggior parte da scene riprese da tre episodi della serie: Il matrimonio di Lupin III, 0,2% possibilità di sopravvivere e Rendez-vous senza fermate.
In Italia lo special è stato doppiato in italiano, come annunciato da Yamato Video sulla propria pagina Facebook e YouTube, ed è stato pubblicato su Prime Video il 13 settembre 2021. È stato trasmesso in chiaro la mattina del 23 ottobre 2021 su Italia 1.

## Trama
Dopo aver avuto notizia del rapimento della giovane Rebecca Rossellini, Lupin III parte alla sua lunga ricerca. Nel frattempo il ladro gentiluomo riceve anche una lettera di sfida da parte di un misterioso uomo mascherato, conosciuto semplicemente come il Conte Mascherato, che lo invita ad una gara a chi per primo riuscirà ad impossessarsi dell'eredità del Conte di Cagliostro.

## Doppiaggio
| Personaggio               | Voce originale    | Doppiatore italiano   |
| ------------------------- | ----------------- | --------------------- |
| Arsenio Lupin III         | Kan'ichi Kurita   | Stefano Onofri        |
| Daisuke Jigen             | Kiyoshi Kobayashi | Alessandro D'Errico   |
| Goemon Ishikawa XIII      | Daisuke Namikawa  | Antonio Palumbo       |
| Fujiko Mine               | Miyuki Sawashiro  | Alessandra Korompay   |
| Ispettore Koichi Zenigata | Kōichi Yamadera   | Rodolfo Bianchi       |
| Rebecca Rossellini        | Yukiyo Fujii      | Giulia Catania        |
| Robson Zuccoli            | Jin Yamanoi       | Antonio Sanna         |
| Conte Mascherato          | Kenjirō Tsuda     | Jacopo Venturiero     |
| Gaspare Balsamo           | Satoshi Shimada   | Alessio Cigliano      |
| Pietro Panini             | Mitsuaki Kanuka   | Gabriele Patriarca    |
| Agente Nyx                | Shunsuke Sakuya   | Maurizio Montecchiesi |
| Parsival Gibbons          | Fuji Maho         | Danilo Di Martino     |
| Saló                      | Unshō Ishizuka    |                       |
| Sergio Caldone            | Atsushi Miyauchi  | Neri Marcoré          |
| Patrick                   | Hiroshi Tsuchida  | Massimiliano Virgilii |
| Principe James            | Hidemitsu Shimizu | Gianluca Izzo         |

## Colonna sonora
Tutte le musiche sono composte da Yūji Ōno.
- Sigla di apertura: THEME FROM LUPIN III [versione 2016], nuova versione del Rupan Sansei no Theme di Yūji Ōno, diretta da Koji Morimoto, Osamu Kobayashi, Hiroyuki Okiura e Hisashi Eguchi.
- Sigla di chiusura: MELANCHOLY BABY (メランコリー・ベイビー?) è eseguita dalla You & Explosion Band, la canzone è contenuta nell'album Lupin III PART Ⅳ Original Soundtrack ~ ITALIANO (ルパン三世 PART Ⅳ オリジナル・サウンドトラック 〜ITALIANO?).

## Edizioni home video
In Giappone lo special è stato pubblicato in DVD e Blu-ray Disc il 23 marzo 2016, mentre in Italia sono usciti in vendita dal 1º febbraio 2023 all'interno della raccolta LUPIN THE 3rd TV MOVIE COLLECTION 2016-2019 in un cofanetto che comprende anche Lupin III - Addio, amico mio e Lupin III - Prigioniero del passato.